# Abacetus australasiae
Abacetus australasiae là một loài bọ chân chạy thuộc phân họ Pterostichinae. Loài này được Maximilien Chaudoir mô tả lần đầu năm 1878 và là loài đặc hữu được tìm thấy ở Úc.